# Ушомирський парк
Ушо́мирський парк — парк-пам'ятка садово-паркового мистецтва місцевого значення в Україні. Розташований у селі Ушомир Коростенського району Житомирської області. 
Площа бл. 13 га. Статус — з 1970 року. Перебуває у віданні Ушомирської сільської ради. 
Парк засновано в першій половині XIX ст. на базі 150-річного дубового насадження. В минулому — це красивий, архітектурно оформлений парк з системою ставків.
Дендрологічний склад — 22 види деревних і 12 видів чагарникових порід віком 160—190 років. 

## Пам'ятки
У парку розташована Братська могила радянських воїнів та обеліск на честь 50-річчя ВЛКСМ.

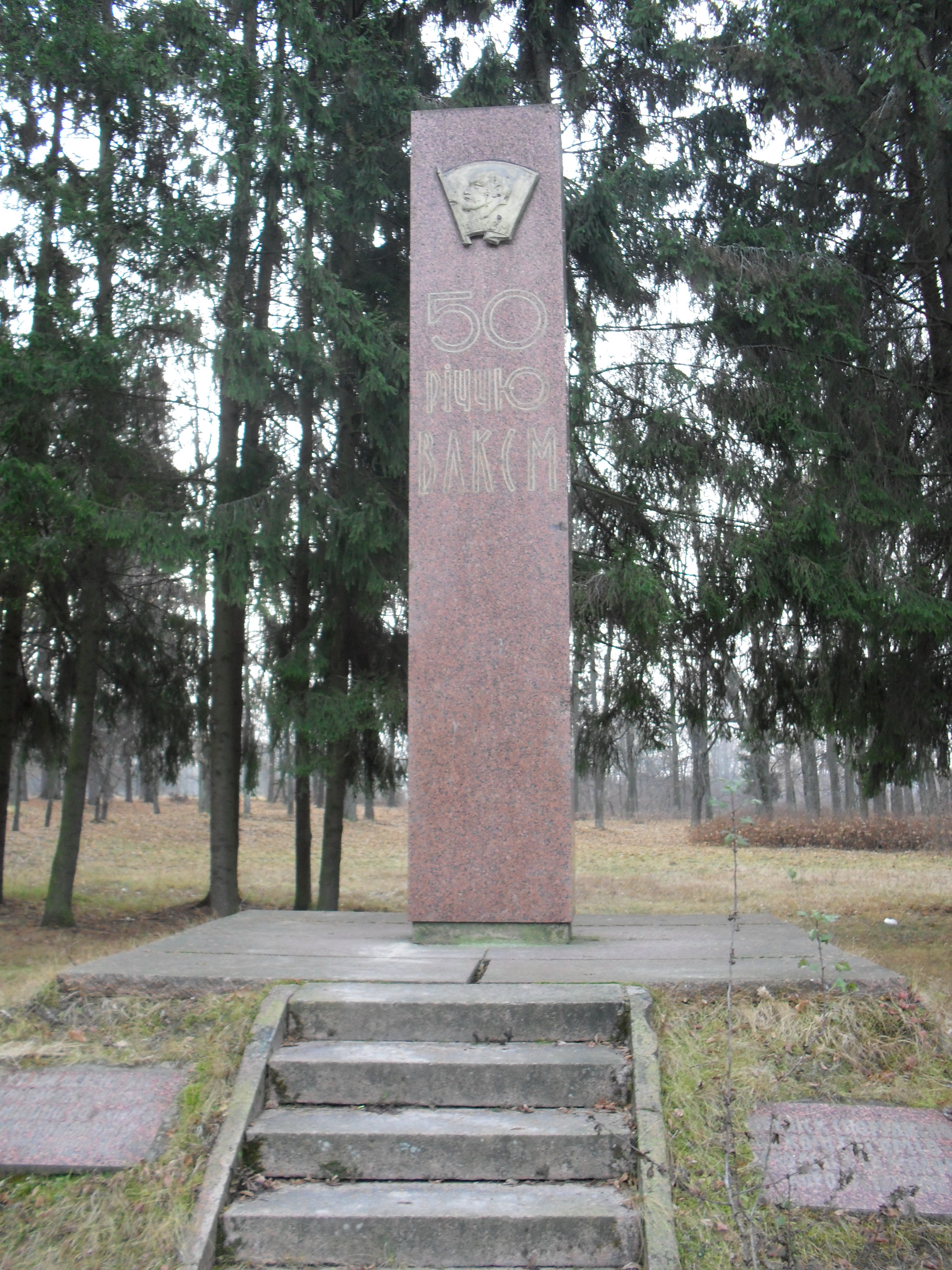
Обеліск на честь 50-річчя ВЛКСМ
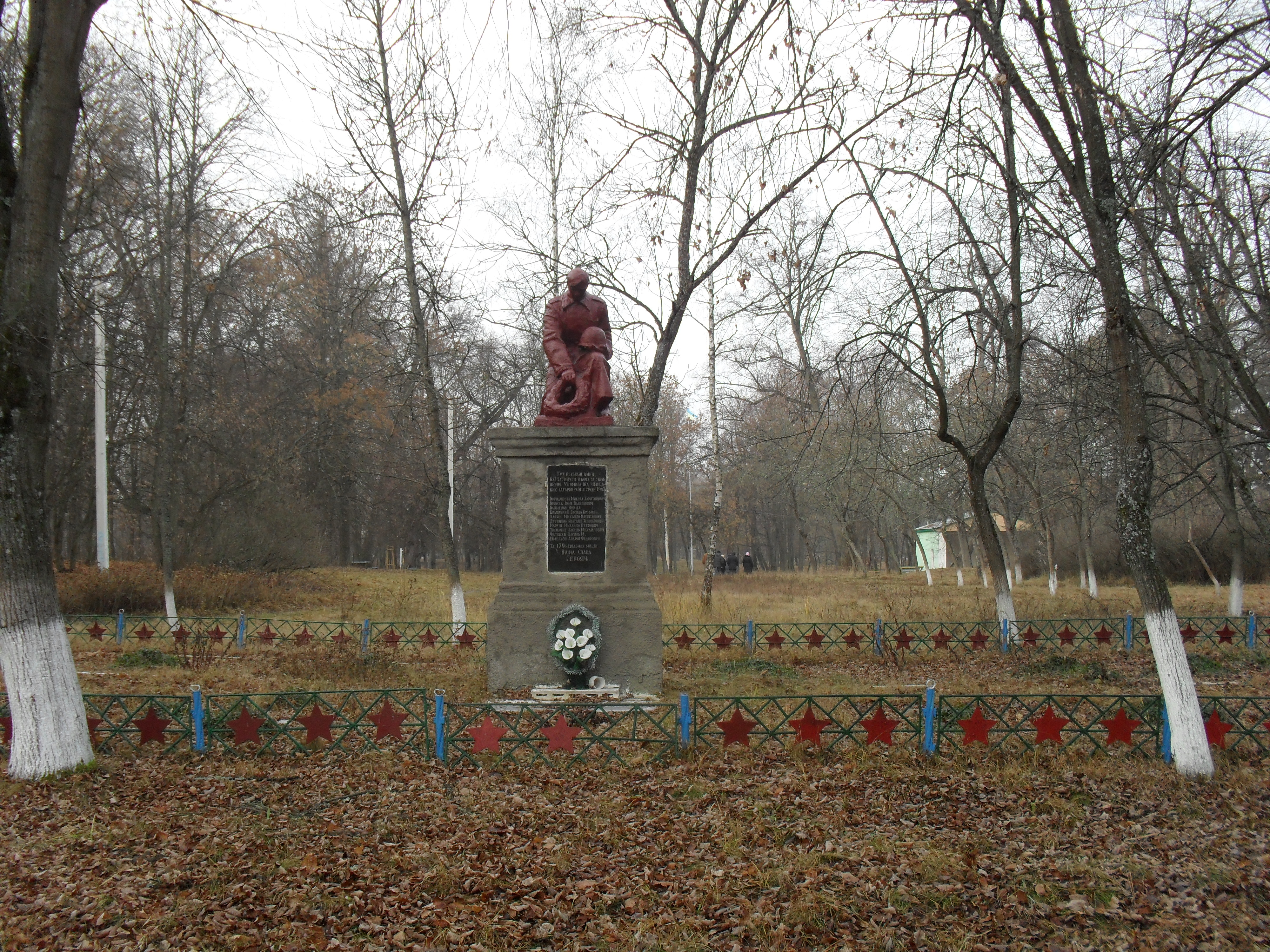
Пам'ятник на братській могилі червоноармійців

## Галерея

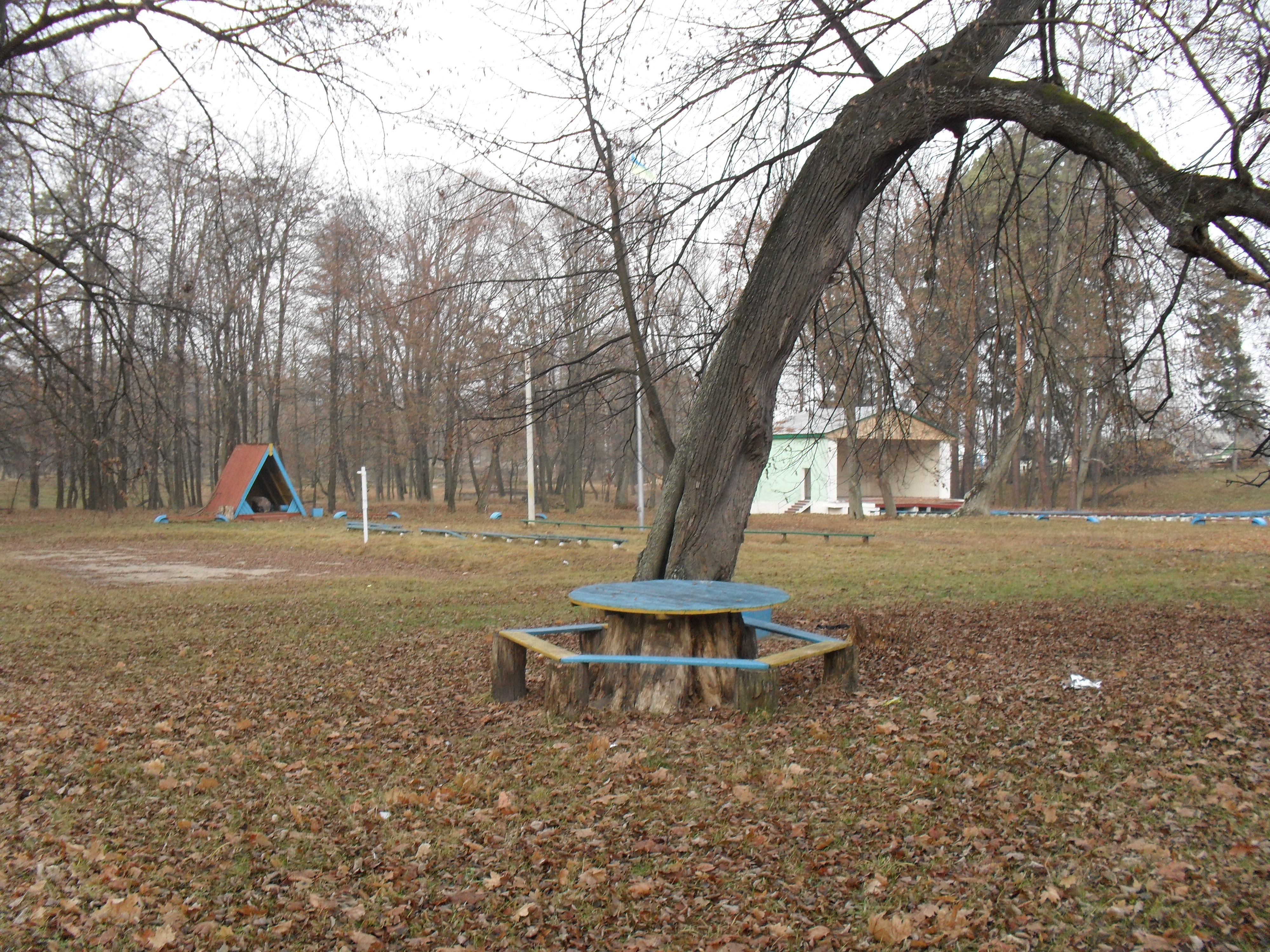
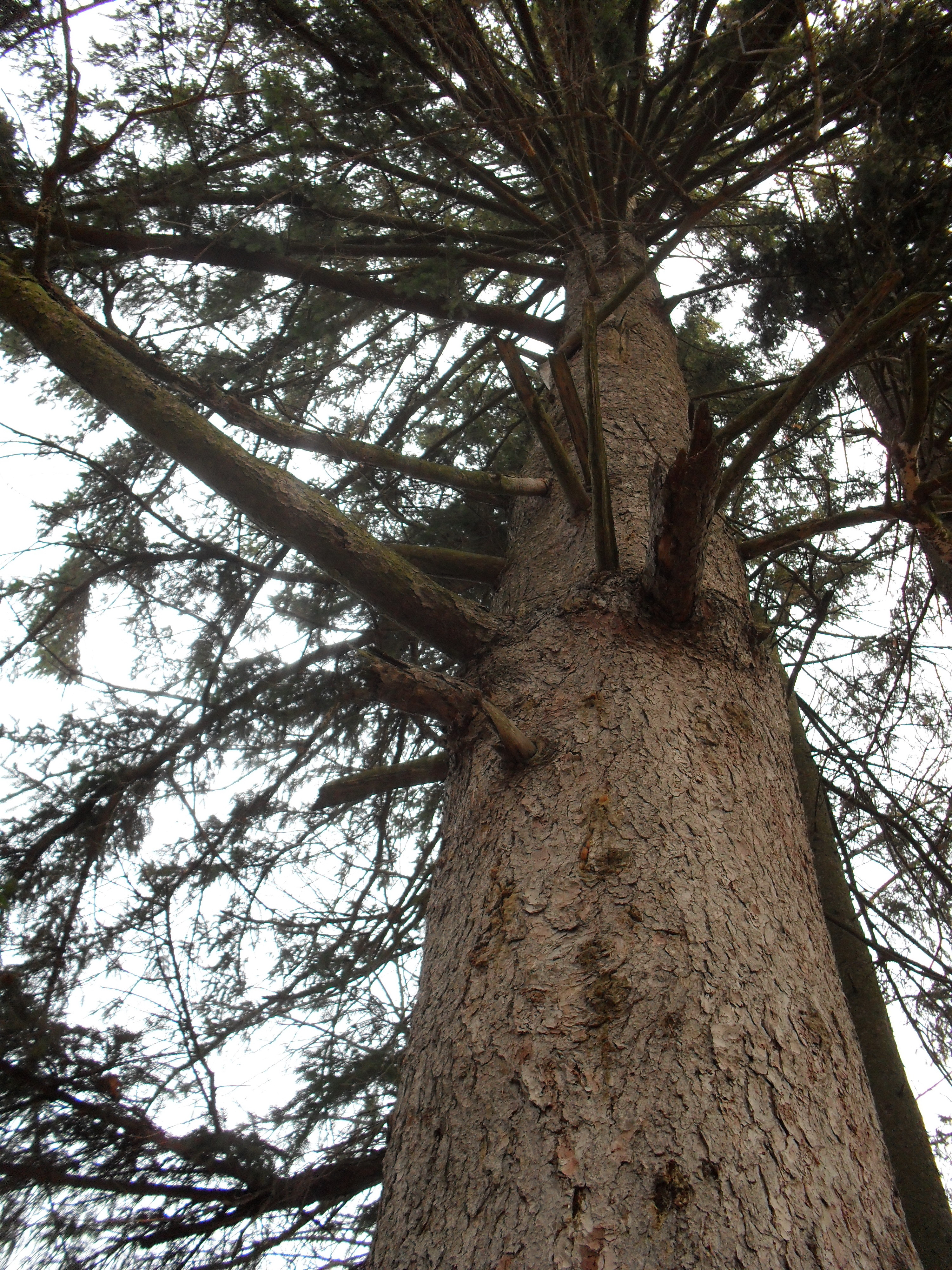
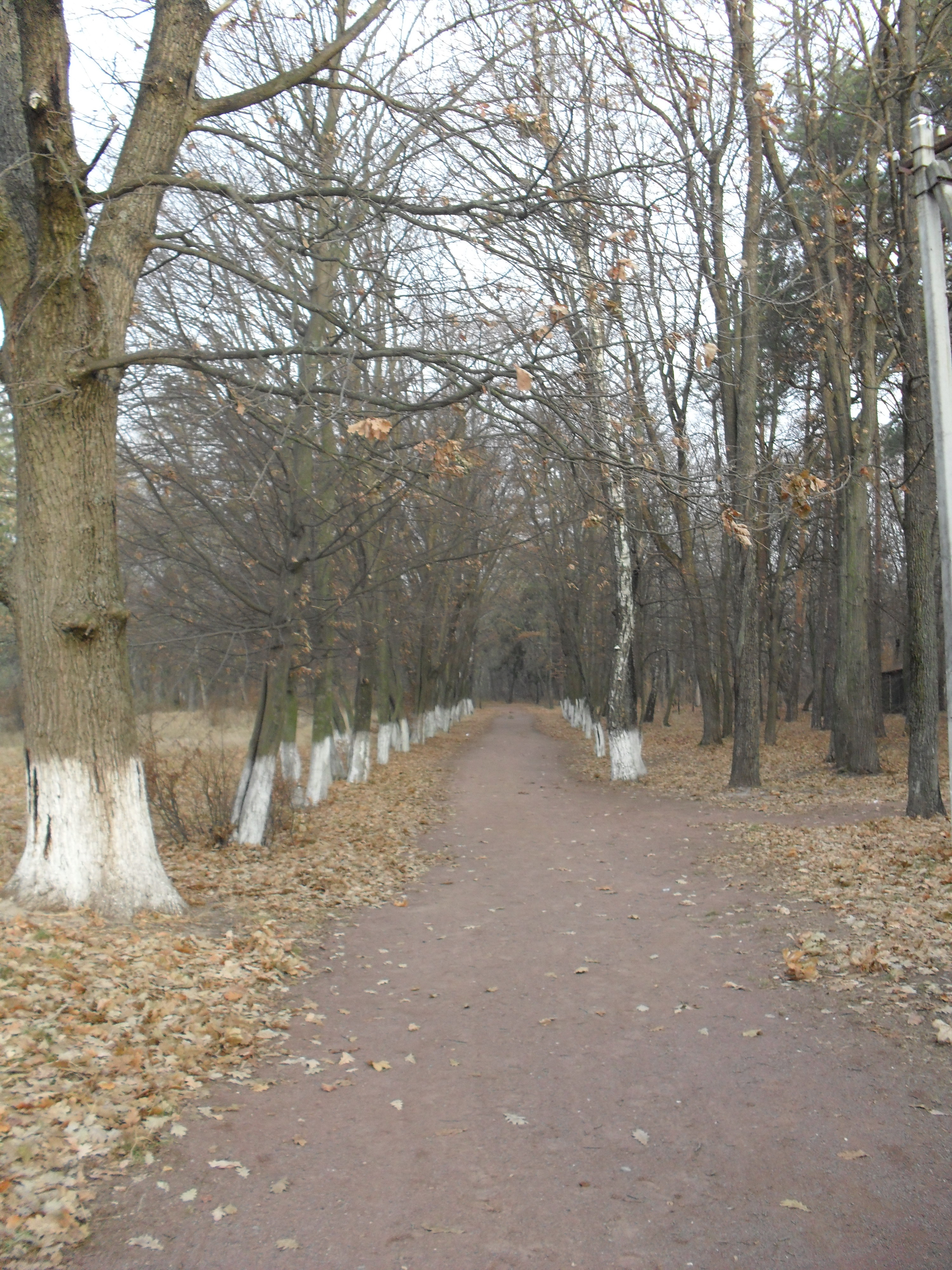
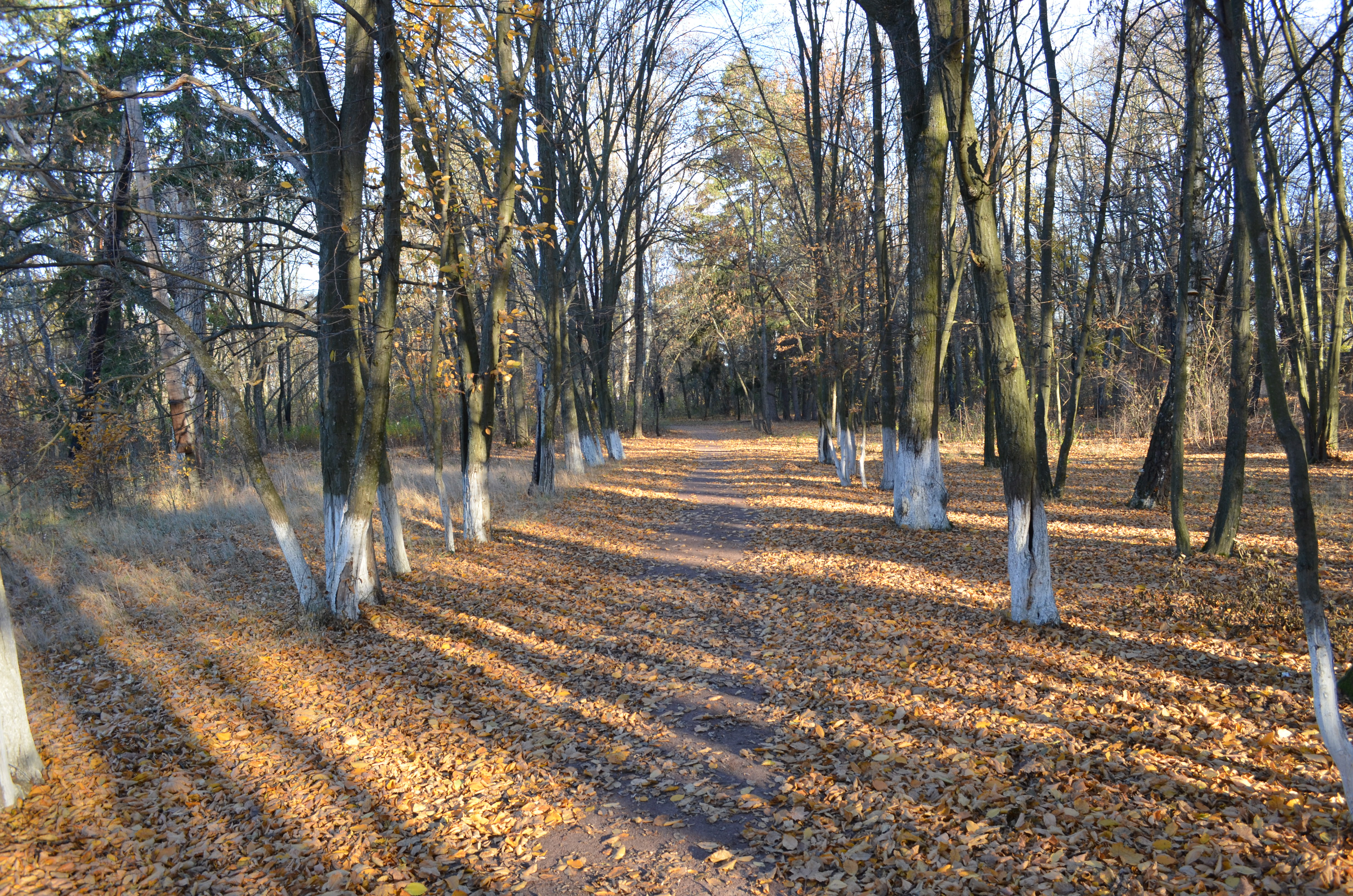
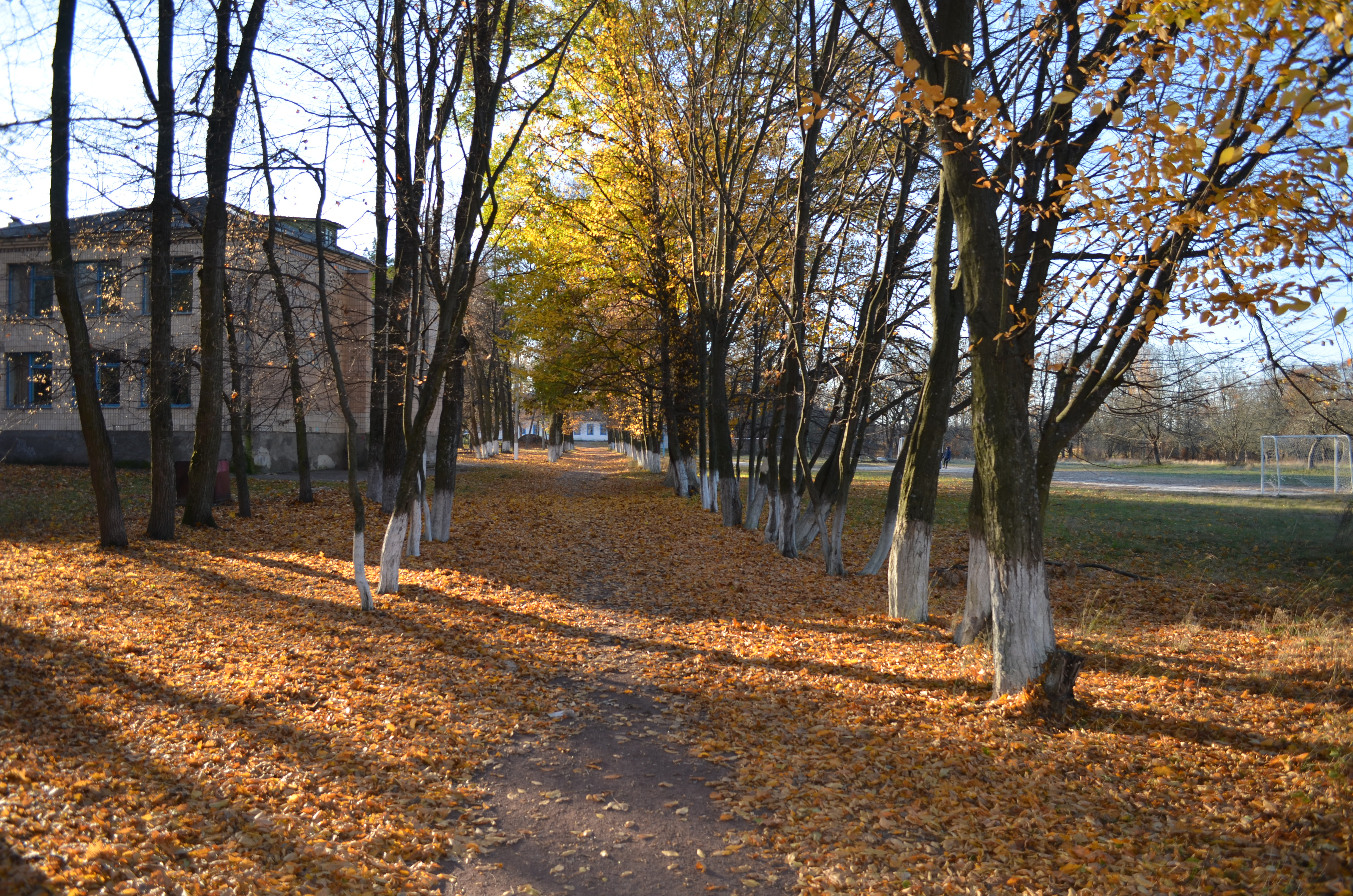
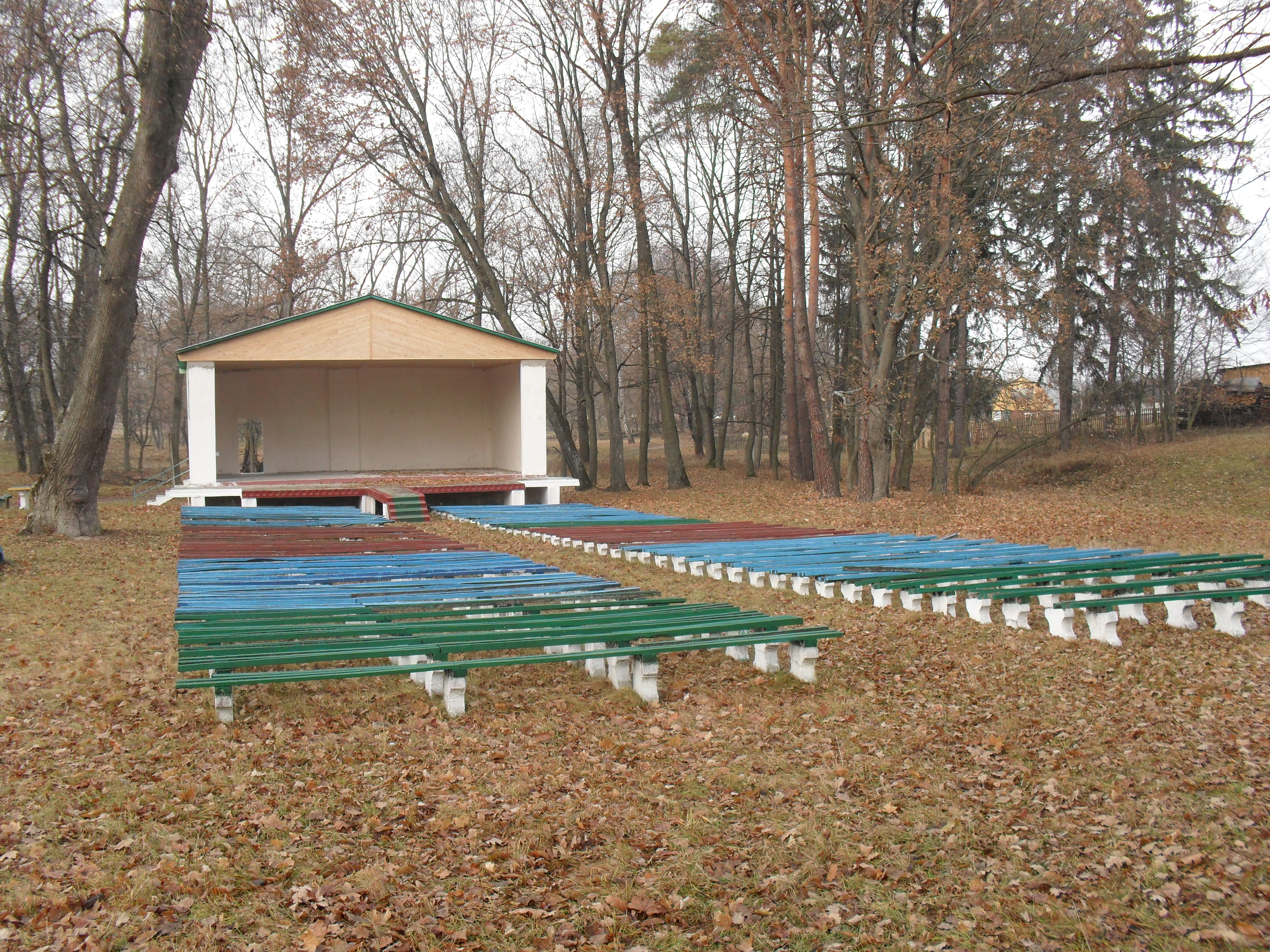
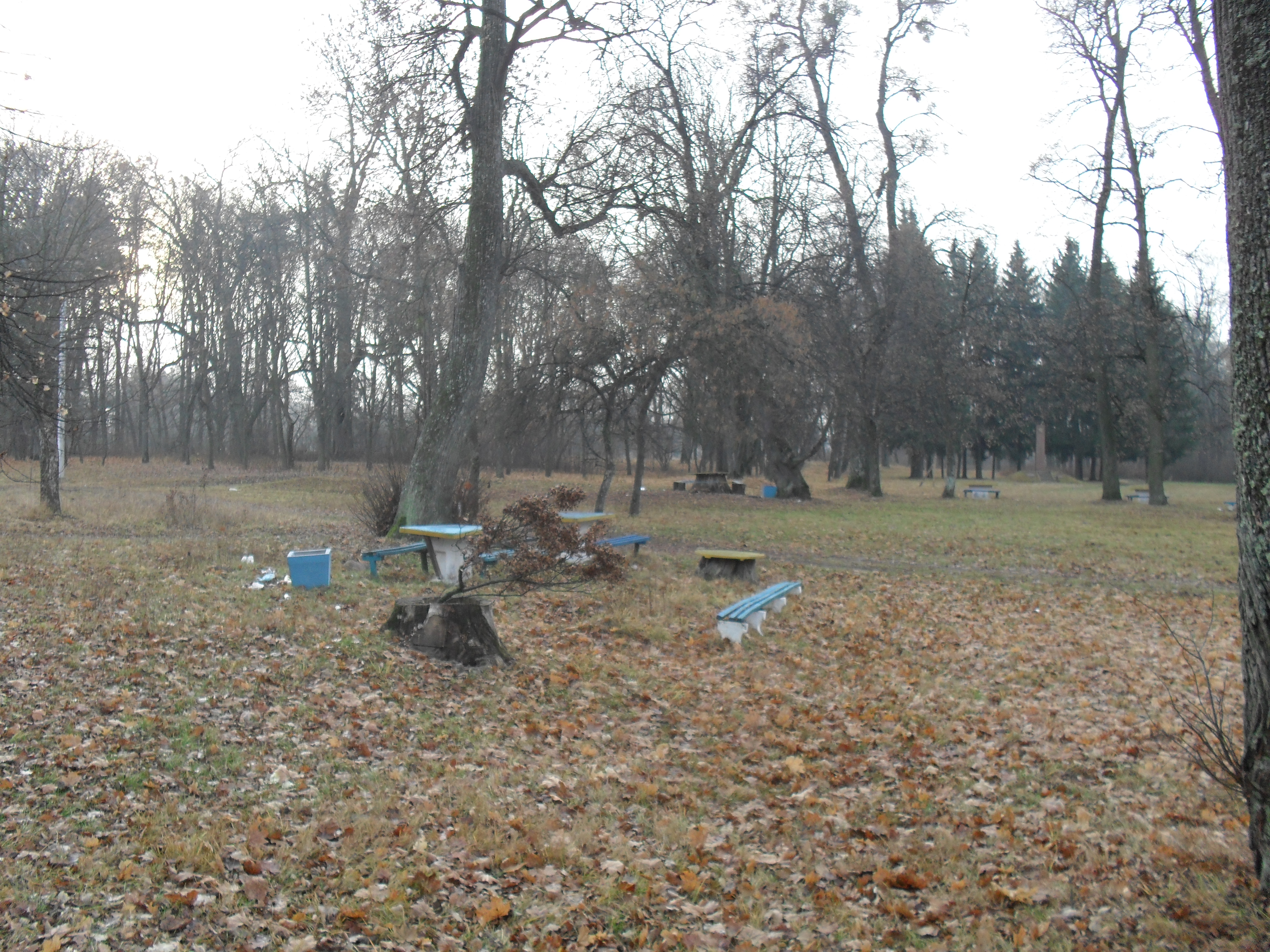
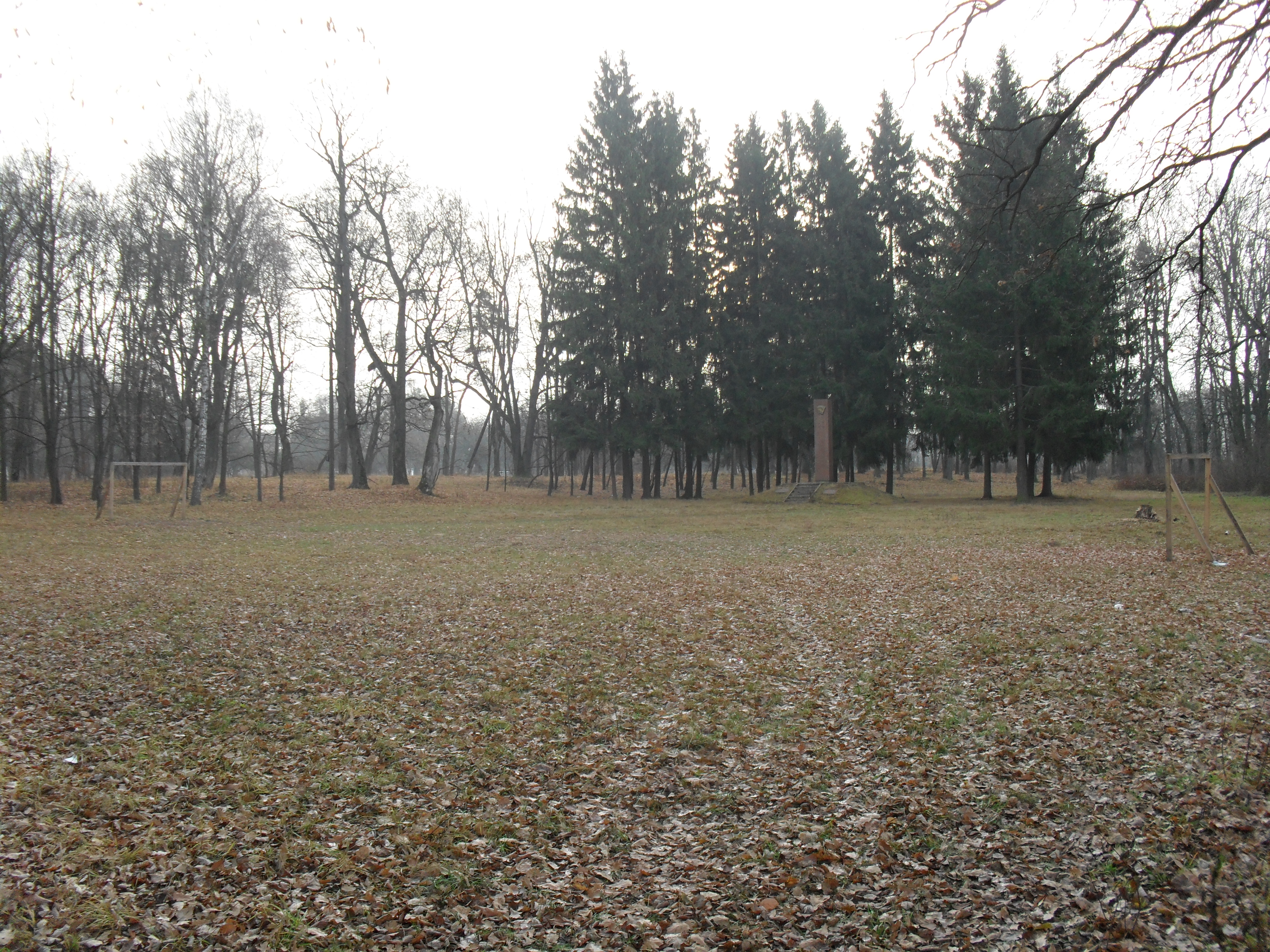
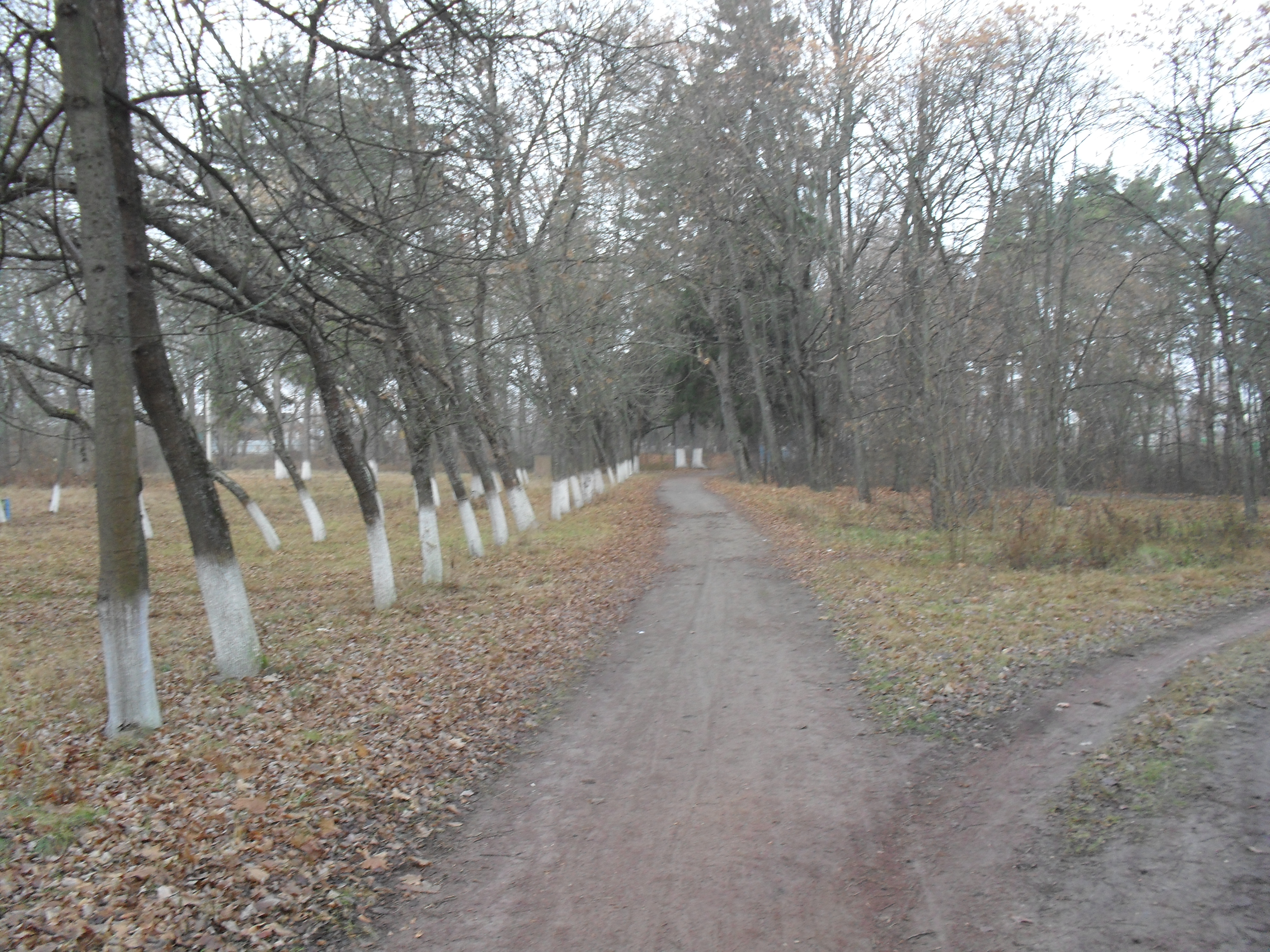